# 克立硼罗

克立硼罗，商品名为Eucrisa等，是一种非甾体类外用药物，用于治疗成人和儿童的轻度至中度特应性皮炎（湿疹）。   
克立硼罗最常见的副作用为给药部位的局部反应（包括灼烧感或刺痛感）。 
克立硼罗是一种磷酸二酯酶 4 (PDE-4) 抑制剂，尽管其在特应性皮炎中的具体作用机制尚不清楚。 

## 副作用
在给药部位，克立硼罗可能会导致灼烧感或刺痛感，少数情况下可能有过敏反应。 

## 医疗用途
在美国，克立硼罗用于3 个月及以上患者轻度至中度特应性皮炎的局部治疗。 
在欧盟，克立硼罗用于 2 岁及以上患者受累体表面积 (BSA) 小于等于40% 的轻度至中度特应性皮炎治疗。 

## 药理

### 药效学
克立硼罗是一种磷酸二酯酶4抑制剂，主要作用于引起炎症的磷酸二酯酶 4B (PDE-4B)。 化学结构上，克立硼罗是一种苯氧基苯并恶硼烷。 对 PDE-4B 的抑制可以抑制肿瘤坏死因子 α (TNFα)、白细胞介素12 (IL-12)、白细胞介素23 (IL-23)及其他细胞因子的释放，而后者被认为与免疫反应和炎症有关。 
特应性皮炎患者会产生高水平的细胞因子，进而导致皮肤的炎症反应。  克立硼罗可阻断包括肿瘤坏死因子 α、白细胞介素（IL-2、IL-4、IL-5）和干扰素 γ在内的部分参与炎症反应的细胞因子的释放。 基于此种阻断作用，克立硼罗有望缓解炎症反应，从而舒缓特应性皮炎的症状。 

## 化学
克立硼罗（化学名：5- (4-氰基苯氧基) - 1,3 - 二氢 - 1 - 羟基 - [2,1] -苯并氧杂硼杂环戊烯) 是苯并恶硼烷类的成员，其特征在于存在硼酸半酯与酚醚和腈。  克立硼罗结晶成两种多晶型物，它们的氧杂硼杂环的构象不同。已经制备了具有4,4'-联吡啶的共晶体，并通过X 射线晶体学进行了研究。 

## 历史
克立硼罗最初由Anacor Pharmaceuticals开发，用于治疗局部的银屑病。   在临床前阶段和临床开发阶段，该药物被称为 AN2728 和 PF-06930164。 在辉瑞收购 Anacor Pharmaceuticals 时，克立硼罗曾被认为是有着 20亿美元/年 潜力的新药。然而，其实际的商业表现并不成功，克立硼罗2018年的销售额仅1.47亿美元，2019年的销售额仅1.38亿美元。 
克立硼罗于 2016年12月 在美国获批 ，并于 2018年6月 在加拿大获批。 
两项安慰剂对照试验证实了克立硼罗的安全性和有效性，共有 1522 名参与者，年龄从 2 岁到 79 岁不等，患有轻度至中度特应性皮炎。 这两项试验中，受试者每天两次接受克立硼罗或安慰剂治疗，持续 28 天。 试验完成之前，受试者和实验人员均不知道正在给予哪种治疗。 总体而言，接受克立硼罗治疗的受试者在治疗 28 天后表现出更好的疗效，皮肤清晰或几乎清晰。  此两项试验于美国进行。 
克立硼罗于 2020年3月 获准在欧盟使用，用于治疗轻度至中度特应性皮炎。 